# Eluney Melita
Eluney Tania Melita (ur. 5 marca 1988 w Rosario) – argentyńska zapaśniczka walcząca w stylu wolnym. Zajęła ósme miejsce na mistrzostwach panamerykańskich w 2013. Brązowy medal na igrzyskach Ameryki Południowej w 2014. Srebrna medalistka mistrzostw Ameryki Południowej w 2011, 2012 i 2015, a brązowa w 2009 roku.